# Municipalità locale di Ratlou
Ratlou è una municipalità locale (in inglese Ratlou Local Municipality) appartenente alla municipalità distrettuale di Ngaka Modiri Molema della provincia del Nordovest in Sudafrica.
Il suo territorio si estende su una superficie di 4.566 km² ed è suddiviso in 12 circoscrizioni elettorali (wards).  Il suo codice di distretto è NW381.

## Geografia fisica

### Confini
La municipalità locale di Ratlou confina a est con quella di Mafikeng e a est e sudest con quella di Tswaing, a sudovest e ovest  con quella di Naledi (Dr Ruth Segomotsi Mompati), a ovest con quella di Molopo (Dr Ruth Segomotsi Mompati) e a nord con il Botswana.

### Città e comuni
- Barolong Ba Ga Makgobi
- Barolong Ba Ga Molefe Ba Moata
- Barolong Boo Rashidi
- Barolong Boo Ratlou Ba Ga Phoi
- Batlharo Ba Ga Masibi
- Setla-Kgobi

### Fiumi
- Madebe
- Madibeng
- Mareetsane
- Molopo
- Morokwa
- Mosita se Laagte
- Setlagole

### Dighe
- Cashel Dam
- Disaneng Dam
- Loporung Dam
- Mabule Dam
- Molopo-oog Dam
- Tausdam
- Tshidilamolomo Dam
- West End Dam